# S Большого Пса
S Большого Пса (лат. S Canis Majoris) — одиночная звезда в созвездии Большого Пса на расстоянии (вычисленном из значения параллакса) приблизительно 3295 световых лет (около 1010 парсеков) от Солнца. Видимая звёздная величина звезды — +9,64m.

## Характеристики
S Большого Пса — белая звезда спектрального класса A5. Ранее считалась переменной звездой, но дальнейшие наблюдения переменности не подтвердили.